# Dermot Ryan
Dermot Ryan (Dublino, 26 giugno 1924 – Roma, 21 febbraio 1985) è stato un arcivescovo cattolico irlandese.

## Biografia
Nato in Irlanda riceve l'ordinazione presbiterale il 28 maggio 1950 per l'arcidiocesi di Dublino.
Il 29 dicembre 1971 viene nominato nuovo arcivescovo di Dublino. In qualità di arcivescovo di Dublino fu coinvolto nello scandalo della copertura dei preti che abusavano su minori. Il Murphy Report, pubblicato dal governo irlandese nel 2009, ha rivelato che Ryan non avviò indagini nei confronti di diversi sacerdoti accusati di abusi, e ignorò un parere psicologico di non mandare un sacerdote all'interno di una parrocchia; quel sacerdote fu poi condannato per violenza su un minore mentre era curato in una parrocchia. Per evitare che si diffondesse la conoscenza dell'entità effettiva del problema, Ryan decise di affidare a persone diverse la sua gestione, con l'effetto di avere uno scarso coordinamento tra gli interventi.
Riceve la consacrazione episcopale il 13 febbraio 1972 da papa Paolo VI, co-consacranti i cardinali Bernard Jan Alfrink e William John Conway.
L'8 aprile 1984 papa Giovanni Paolo II lo nomina pro-prefetto della Congregazione per l'Evangelizzazione dei Popoli e il 1º settembre dello stesso anno rinuncia alla guida dell'arcidiocesi di Dublino.
Mantiene il prestigioso incarico fino al 21 febbraio 1985 quando muore improvvisamente a Roma per un attacco cardiaco.

## Genealogia episcopale e successione apostolica
La genealogia episcopale è:
- Cardinale Scipione Rebiba
- Cardinale Giulio Antonio Santori
- Cardinale Girolamo Bernerio, O.P.
- Arcivescovo Galeazzo Sanvitale
- Cardinale Ludovico Ludovisi
- Cardinale Luigi Caetani
- Cardinale Ulderico Carpegna
- Cardinale Paluzzo Paluzzi Altieri degli Albertoni
- Papa Benedetto XIII
- Papa Benedetto XIV
- Papa Clemente XIII
- Cardinale Marcantonio Colonna
- Cardinale Giacinto Sigismondo Gerdil, B.
- Cardinale Giulio Maria della Somaglia
- Cardinale Carlo Odescalchi, S.I.
- Cardinale Costantino Patrizi Naro
- Cardinale Lucido Maria Parocchi
- Papa Pio X
- Papa Benedetto XV
- Papa Pio XII
- Cardinale Eugène Tisserant
- Papa Paolo VI
- Arcivescovo Dermot Ryan

La successione apostolica è:
- Vescovo James Kavanagh (1973)
- Vescovo Dermot Patrick O'Mahony (1975)
- Vescovo Laurence Forristal (1980)
- Vescovo Brendan Oliver Comiskey, SS.CC. (1980)
- Vescovo Donal Brendan Murray (1982)